# Angol labdarúgó-bajnokság (harmadosztály)
A Football League One (gyakran egyszerűen League One vagy Sky Bet League One a szponzor miatt) az angol labdarúgás harmadik legmagasabb osztálya. A bajnokságban 24 csapat vesz részt, a legutóbbi sorozat győztese a Birmingham City együttese.
Jelenlegi formája 2004-ben jött létre, 1992-től 2004-ig a bajnokság neve Football League Second Division volt.

## Lebonyolítása
A Football League One-ban 24 csapat szerepel, a szezon során minden csapat két-két meccset játszik egymással, egyet hazai pályán, egyet idegenben. A győzelemért három, a döntetlenért egy pont jár, a vesztes csapatok nem kapnak pontot.
A szezon végén az első két helyen álló csapat automatikusan feljut a Championshipbe, azaz a másodosztályba. A harmadik, negyedik, ötödik és hatodik helyen végző csapatok rájátszáson vesznek részt, a rájátszás győztese szintén a másodosztályba kerül. A feljutók helyére a Championship három kiesője kerül.
A League One utolsó négy helyén záró klub kiesik a Football League Two-ba, a negyedosztályba. A negyedosztályból az első három helyezett automatikusan feljut, a negyedik, ötödik, hatodik és hetedik helyen végzett csapatok között pedig rájátszással dől el, hogy melyikük lesz a negyedik feljutó.

## A 2018–19-es szezon résztvevői
| Klub                | Helyezés a 2017–2018-as szezonban | Székhely                      | Stadion             | Befogadóképesség |
| ------------------- | --------------------------------- | ----------------------------- | ------------------- | ---------------- |
| Accrington Stanley  | újonc                             | Accrington                    | Crown Ground        | 5,057            |
| AFC Wimbledon       | 18.                               | London (Kingston upon Thames) | Kingsmeadow         | 4,850            |
| Barnsley            | kiesett a másodosztályból         | Barnsley                      | Oakwell             | 23,009           |
| Blackpool           | 12.                               | Blackpool                     | Bloomfield Road     | 17,338           |
| Bradford City       | 11.                               | Bradford                      | Valley Parade       | 25,136           |
| Bristol Rovers      | 13.                               | Bristol                       | Memorial Stadion    | 12,300           |
| Burton Albion       | kiesett a másodosztályból         | Burton upon Trent             | Pirelli Stadion     | 6,912            |
| Charlton Athletic   | 6.                                | London (Charlton)             | The Valley          | 27,111           |
| Coventry City       | újonc                             | Coventry                      | Ricoh Arena         | 32,500           |
| Doncaster Rovers    | 15.                               | Doncaster                     | Keepmoat Stadium    | 15,231           |
| Fleetwood Town      | 14.                               | Fleetwood                     | Highbury Stadion    | 5,311            |
| Gillingham          | 17.                               | Gillingham                    | Priestfield Stadion | 11,582           |
| Luton Town          | újonc                             | Luton                         | Kenilworth Road     | 10,226           |
| Oxford United       | 16.                               | Oxford                        | Kassam Stadion      | 12,500           |
| Peterborough United | 9.                                | Peterborough                  | ABAX Stadion        | 15,314           |
| Plymouth Argyle     | 7.                                | Plymouth                      | Home Park           | 17,441           |
| Portsmouth          | 8.                                | Portsmouth                    | Fratton Park        | 21,100           |
| Rochdale            | 20.                               | Rochdale                      | Spotland            | 10,249           |
| Scunthorpe United   | 5.                                | Scunthorpe                    | Glanford Park       | 9,088            |
| Shrewsbury Town     | 3.                                | Shrewsbury                    | New Meadow          | 9,875            |
| Southend United     | 10.                               | Southend-on-Sea               | Roots Hall          | 12,392           |
| Sunderland          | kiesett a másodosztályból         | Sunderland                    | Stadium of Light    | 48,707           |
| Walsall             | 19.                               | Walsall                       | Bescot Stadion      | 11,300           |
| Wycombe Wanderers   | újonc                             | High Wycombe                  | Adams Park          | 10,300           |

## Feljutók a másodosztályba
| Szezon  | Győztes                 | Második             | Rájátszás győztese  |
| ------- | ----------------------- | ------------------- | ------------------- |
| 2004–05 | Luton Town              | Hull City           | Sheffield Wednesday |
| 2005–06 | Southend United         | Colchester United   | Barnsley            |
| 2006–07 | Scunthorpe United       | Bristol City        | Blackpool           |
| 2007–08 | Swansea City            | Nottingham Forest   | Doncaster Rovers    |
| 2008–09 | Leicester City          | Peterborough United | Scunthorpe United   |
| 2009–10 | Norwich City            | Leeds United        | Millwall            |
| 2010–11 | Brighton & Hove Albion  | Southampton         | Peterborough United |
| 2011–12 | Charlton Athletic       | Sheffield Wednesday | Huddersfield Town   |
| 2012–13 | Doncaster Rovers        | AFC Bournemouth     | Yeovil Town         |
| 2013–14 | Wolverhampton Wanderers | Brentford           | Rotherham United    |
| 2014–15 | Bristol City            | Milton Keynes Dons  | Preston North End   |
| 2015–16 | Wigan Athletic          | Burton Albion       | Barnsley            |
| 2016-17 | Sheffield United        | Bolton Wanderers    | Millwall            |
| 2017-18 | Wigan Athletic          | Blackburn Rovers    | Rotherham United    |
| 2018-19 | Luton Town              | Barnsley            | Charlton Athletic   |
| 2019-20 | Coventry City           | Rotherham United    | Wycombe Wanderers   |
| 2020-21 | Hull City               | Peterborough United | Blackpool           |
| 2021-22 | Wigan Athletic          | Rotherham United    | Sunderland          |
| 2022-23 | Plymouth Argyle         | Ipswich Town        | Sheffield Wednesday |
| 2023-24 | Portsmouth              | Derby County        | Oxford United       |

## Kiesők a negyedosztályba
| Szezon  | Csapatok                                                               |
| ------- | ---------------------------------------------------------------------- |
| 2004–05 | Torquay United, Wrexham, Peterborough United, Stockport County         |
| 2005–06 | Hartlepool United, Milton Keynes Dons, Swindon Town, Walsall           |
| 2006–07 | Chesterfield, Bradford City, Rotherham United, Brentford               |
| 2007–08 | Bournemouth, Gillingham, Port Vale, Luton Town                         |
| 2008–09 | Northampton Town, Crewe Alexandra, Cheltenham Town, Hereford United    |
| 2009–10 | Gillingham, Wycombe Wanderers, Southend United, Stockport County       |
| 2010–11 | Swindon Town, Plymouth Argyle, Bristol Rovers, Dagenham & Redbridge    |
| 2011–12 | Wycombe Wanderers, Chesterfield, Exeter City, Rochdale                 |
| 2012–13 | Bury, Scunthorpe United, Hartlepool United, Portsmouth                 |
| 2013–14 | Tranmere Rovers, Carlisle United, Stevenage, Shrewsbury Town           |
| 2014–15 | Crawley Town, Notts County, Leyton Orient,Yeovil Town                  |
| 2015–16 | Crewe Alexandra, Blackpool, Colchester United,Doncaster Rovers         |
| 2016–17 | Port Vale, Coventry City, Swindon Town, Chesterfield                   |
| 2017–18 | Oldham Athletic, Northampton Town, Milton Keynes Dons, Bury            |
| 2018-19 | Plymouth Argyle, Walsall, Scunthorpe United, Bradford City             |
| 2019-20 | Tranmere Rovers, Southend United, Bolton Wanderers, Bury               |
| 2020-21 | Rochdale, Northampton Town, Swindon Town, Bristol Rovers               |
| 2021-22 | Gillingham, Doncaster Rovers, AFC Wimbledon, Crewe Alexandra           |
| 2022-23 | Milton Keynes Dons, Morecambe, Accrington Stanley, Forest Green Rovers |
| 2023-24 | Cheltenham Town, Fleetwood Town, Port Vale, Carlisle United            |

## Gólkirályok
| Szezon  | Gólkirály            | Klub                | Gólok |
| ------- | -------------------- | ------------------- | ----- |
| 2004–05 | Stuart Elliott       | Hull City           | 27    |
| 2004–05 | Dean Windass         | Bradford City       | 27    |
| 2005–06 | Freddy Eastwood      | Southend United     | 23    |
| 2005–06 | Billy Sharp          | Scunthorpe United   | 23    |
| 2006–07 | Billy Sharp          | Scunthorpe United   | 30    |
| 2007–08 | Jason Scotland       | Swansea City        | 24    |
| 2008–09 | Simon Cox            | Swindon Town        | 29    |
| 2008–09 | Rickie Lambert       | Bristol Rovers      | 29    |
| 2009–10 | Rickie Lambert       | Southampton         | 31    |
| 2010–11 | Craig Mackail-Smith  | Peterborough United | 27    |
| 2011–12 | Jordan Rhodes        | Huddersfield Town   | 36    |
| 2012–13 | Paddy Madden         | Yeovil Town         | 24    |
| 2013–14 | Sam Baldock          | Bristol City        | 24    |
| 2014–15 | Joe Garner           | Preston North End   | 26    |
| 2015–16 | Will Grigg           | Wigan Athletic      | 25    |
| 2016–17 | Billy Sharp          | Sheffield United    | 30    |
| 2017–18 | Jack Marriott        | Peterborough United | 27    |
| 2018-19 | James Collins        | Luton Town          | 25    |
| 2019-20 | Ivan Toney           | Peterborough United | 24    |
| 2020-21 | Jonson Clarke-Harris | Peterborough United | 31    |
| 2021-22 | Will Keane           | Wigan Athletic      | 26    |
| 2022-23 | Conor Chaplin        | Ipswich Town        | 26    |
| 2022-23 | Jonson Clarke-Harris | Peterborough United | 26    |
| 2023-24 | Alfie May            | Charlton Athletic   | 23    |

## Külső hivatkozások
- A bajnokság honlapja (angolul)